# Laura – śmierć zapisana w kartach
Laura – śmierć zapisana w kartach (fr. Laura: le compte à rebours a commencé) – czteroodcinkowy miniserial kryminalny produkcji francuskiej, który swoją światową premierę miał 7 czerwca 2006 roku na antenie M6. W Polsce nadawany był na kanale TVP1 od 22 lipca 2009.

## Fabuła
Akcja rozgrywa się współcześnie w Nicei, rodzinnym mieście 26-letniej prawniczki Laury Fontane, która wraca po latach, by poślubić Vincenta Bellaira, obiecującego adwokata. Swój trwający od trzech lat związek narzeczeni utrzymywali dotąd w tajemnicy przed bliskimi, gdyż dawno temu miłość do tej samej kobiety, matki Laury, poróżniła ojca Laury i wuja Vincenta. Od tamtego czasu obie rodziny pałają do siebie nienawiścią, a zakochani chcieliby położyć temu kres. Jednak jest jeszcze klątwa, która wisi nad rodziną Laury od wielu pokoleń. Jej matka, babka i prababki umierały w wieku 26 lat 22 lipca. Laura postanawia pozbyć się klątwy, zanim owa data ją dopadnie, tym bardziej że ten dzień zbliżał się szybkimi krokami...

## Obsada
- Delphine Chanéac jako Laura Fontane
- Sophie Duez jako Ludmilla Rinaldi
- Christophe Malavoy jako Max Fontane
- Yannick Soulier jako Vincent Bellair
- Claire Nebout jako Viviane
- Christian Charmetant jako Fred Bellair
- Julie Bataille jako Agnès
- Gianni Giardinelli jako Bazin

i inni

## Lista odcinków[1]
| Data premiery w Polsce | Numer odcinka | Francuski tytuł                              | Polski tytuł                                      |
| ---------------------- | ------------- | -------------------------------------------- | ------------------------------------------------- |
|                        |               |                                              |                                                   |
| 22.07.2009             | 1             | Dans 22 jours,la malédiction doit frapper... | Laura – śmierć zapisana w kartach: część pierwsza |
|                        |               |                                              |                                                   |
| 29.07.2009             | 2             | Le temps presse...                           | Laura – śmierć zapisana w kartach: część druga    |
|                        |               |                                              |                                                   |
| 05.08.2009             | 3             | Le cauchemar est loin d'être fini...         | Laura – śmierć zapisana w kartach: część trzecia  |
|                        |               |                                              |                                                   |
| 12.08.2009             | 4             | Les meurtres s'accumulent...                 | Laura – śmierć zapisana w kartach: część czwarta  |
|                        |               |                                              |                                                   |